# Hypognatha navio
Hypognatha navio là một loài nhện trong họ Araneidae.
Loài này thuộc chi Hypognatha. Hypognatha navio được Herbert Walter Levi miêu tả năm 1996.